# آلبرشت مرتس فون کویرنهایم
آلبرشت مرتس فون کویرنهایم  (انگلیسی: Albrecht Mertz von Quirnheim؛ زاده ۲۵ مارس ۱۹۰۵ درگذشته ۲۱ ژوئیه ۱۹۴۴) یک فرد نظامی اهل آلمان بود.وی از جمله کسانی بود که به دلیل شرکت در کودتای ۲۰ ژوئیه تیرباران شد.

## زندگی
آلبرشت ریتر مرتس فون کویرنهایم فرزند هرمان ریتر مرتس فون کویرنهایم ، کاپیتان وقت در ستاد کل باواریا و بعدها سپهبد و رئیس آرشیو رایش، و همسرش النوره (با نام خانوادگی پیش از ازدواج هوهمان)، خواهر والتر هوهمان، پیشگام هوافضا، بود. پدر آلبرشت، هرمان، در سال ۱۹۱۱ از ستاد کل سپاه سوم ارتش به هنگ ششم پیاده‌نظام در شهر آمبرگ منتقل شد. خانواده در منطقه آلته‌فِسته در خیابان کوچک اِیشن‌فورست‌گَشِن اقامت داشتند.
آلبرشت مرتس فون کویرنهایم در سال ۱۹۱۴ در سن نه‌سالگی وارد دبیرستان سلطنتی علوم انسانی آمبرگ شد و تا سال ۱۹۲۰ در آنجا تحصیل کرد. در سال ۱۹۱۹ خانواده‌اش به پوتسدام نقل مکان کردند، زیرا پدرش مدیریت آرشیو تازه‌تأسیس رایش را بر عهده گرفت. او در آنجا از طریق خانواده‌اش، در جوانی، با ورنر فون هفتن و هانس برنْد فون هفتن، که بعدها از مبارزان مقاومت شدند، آشنا شد. پدر این دو، هانس فون هَفتِن، در سال ۱۹۳۱ جانشین پدر آلبرشت در مقام ریاست آرشیو رایش شد.
پس از اخذ دیپلم از دبیرستان ویکتوریا در پوتسدام در سال ۱۹۲۳، مرتس فون کویرنهایم به عنوان داوطلب افسر به هنگ نوزدهم پیاده‌نظام (باواریایی) رایشسور در گردان آموزشی آن در لاندشوت پیوست. در سال ۱۹۲۵، آلبرشت مرتز در دوره آموزشی افسری در مدرسه پیاده‌نظام درسدن با هم‌کلاسی خود، کلاوس شنک گراف فون اشتاوفنبرگ، که بعدها عامل سوءقصد به هیتلر شد، دوست شد. پس از خدمت در واحدهای مختلف نظامی، او از سال ۱۹۳۶ بار دیگر همراه با اشتاوفنبرگ دوره آموزشی ستاد کل را در آکادمی جنگ برلین گذراند. مرتس فون کویرنهایم به عنوان کاپیتان در ستاد کل، در سال‌های ۱۹۳۹ و ۱۹۴۰ در فرماندهی کل سپاه پنجم ارتش خدمت کرد و سپس با درجه سرگرد، مسئول بخش سازمان‌دهی و غیرنظامی‌سازی در دپارتمان سازمان‌دهی ستاد کل ارتش شد.
او ابتدا از به قدرت رسیدن ناسیونال‌سوسیالیست‌ها استقبال کرده بود، اما با گذشت زمان به تدریج از رژیم نازی فاصله گرفت. در آغاز جنگ جهانی دوم، مرتس فون کویرنهایم به عنوان افسر ستاد در دپارتمان سازمان‌دهی ستاد کل به کار گرفته شد. در سال ۱۹۴۱، به دلیل حمایت از رفتار انسانی‌تر با غیرنظامیان در مناطق اشغالی، با آلفرد روزنبرگ، وزیر رایش برای مناطق شرقی اشغالی، و اریش کُخ، کمیسار رایش برای اوکراین، درگیری پیدا کرد. از سال ۱۹۴۲، از طریق شوهرخواهرش، ویلهلم دیکمان، تماس‌هایش با مقاومت علیه هیتلر و ناسیونال‌سوسیالیسم افزایش یافت. ویلهلم دیکمان، کاپیتان ذخیره در هنگ پیاده‌نظام نهم پوتسدام، به حلقه مخالفان نظامی پیوسته بود.
مرتس فون کویرنهایم در نوامبر ۱۹۴۲ با درجه سرهنگ‌دوم به عنوان رئیس ستاد سپاه بیست و چهارم زرهی در جبهه شرقی منصوب شد. در سال ۱۹۴۳ به درجه سرهنگی ارتقا یافت و اندکی پیش از ۲۰ ژوئیه ۱۹۴۴ در ازدواج دوم خود با هیلده بایِر (با نام خانوادگی پیش از ازدواج فوس‌وینکل)، که بیوه بود، ازدواج کرد؛ او پیش‌تر در سال ۱۹۳۴ با شارلوت آلیس کراودزون ازدواج کرده بود.
از سپتامبر ۱۹۴۳، او در جریان طرح ترور آدولف هیتلر قرار گرفت. او همراه با رئیس خود، ژنرال پیاده‌نظام فریدریش اولبریشت، و سرهنگ کلاوس شنک گراف فون اشتاوفنبرگ، برای تدارک انتقال قدرت پس از سوءقصد به هیتلر، تغییراتی در طرح عملیاتی "والکری" ایجاد کرد که در اصل برای سرکوب شورش کارگران خارجی در رایش طراحی شده بود.

در سال ۱۹۴۴، مرتس فون کویرنهایم جانشین اشتاوفنبرگ به عنوان رئیس ستاد در اداره کل ارتش در برلین (ساختمان بِندلربلوک) شد. بلافاصله پس از سوءقصد ۲۰ ژوئیه ۱۹۴۴ به هیتلر، مرتس فون کویرنهایم ژنرال اولبریشت را ترغیب کرد که عملیات "والکری" را فعال کند، هرچند مطمئن نبود که آیا هیتلر واقعاً کشته شده است یا نه. اما اقدامات پیش‌بینی‌شده در این طرح یا اجرا نشدند یا به طور کامل عملی نشدند، زیرا فرماندهان نظامی تقریباً همزمان خبر زنده ماندن هیتلر را دریافت کردند. در همان شب ۲۰ ژوئیه ۱۹۴۴، مرتس فون کویرنهایم همراه با کلاوس گراف شنک فون اشتاوفنبرگ، ژنرال پیاده‌نظام اولبریشت و ستوان ورنر فون هفتن توسط نیروهای نظامی وفادار به رژیم دستگیر شدند و به دستور ژنرال‌ فریدریش فروم، که سعی داشت همدستی خود را پنهان کند، در حیاط بِندلربلوک به صورت فوری اعدام شدند. مشخص نیست که آیا اعدام‌ها در همان روز انجام شد یا پس از نیمه‌شب؛ تاریخ‌نگاری و گواهی فوت بعدی اشتاوفنبرگ تاریخ ۲۰ ژوئیه ۱۹۴۴ را ذکر کرده‌اند. اجساد آن‌ها در گورستان قدیمی سنت‌ماتیاس در برلین-شونبرگ دفن شدند، اما مدت کوتاهی بعد به دستور هاینریش هیملر نبش قبر شده، سوزانده شدند و خاکسترشان در مزارع ریزل‌فلد پراکنده شد. چند روز بعد، والدین مرتس فون کویرنهایم و یکی از خواهرانش توسط گشتاپو دستگیر شدند. شوهرخواهرش، ویلهلم دیکمان، پس از بازجویی‌های وحشیانه، در ۱۳ سپتامبر ۱۹۴۴ در زندان سلولی خیابان لِهرتر در برلین توسط گشتاپو از پشت سر تیرباران شد.